# 鼠尾紫云菜
鼠尾紫云菜（学名：Strobilanthes myura）为爵床科紫云菜属下的一个种。

## 扩展阅读
維基物種上的相關：鼠尾紫云菜